# Vanity & Pride
Vanity & Pride è un singolo del duo musicale italiano Paola & Chiara, pubblicato il 12 giugno 2008 come terzo e ultimo estratto dal sesto album in studio Win the Game.

## Descrizione
Seconda traccia del sesto album di Paola & Chiara Win the Game, il singolo, dal sound anni ottanta e lanciato tra la primavera e l'estate del 2008, è stato pubblicato in diversi formati e versioni. È uscito in radio il 18 aprile 2008 e nei negozi il 20 giugno 2008, in tiratura limitata.

## Video musicale
Il videoclip della canzone, pubblicato sul canale YouTube del duo il 10 giugno 2008, è stato diretto da Simone Falcetta, regista e fotografo di moda e uno tra i più importanti tatuatori al mondo. Il video è ambientato in un campo da tennis dove le due sorelle si sfidano in un match vestite con indumenti della Lacoste. L'incontro raffigura una sfida e un confronto con se stessi e con gli altri.

## Tracce
EP 1
Su MSN, iMusic e DjStore è stato pubblicato per il download digitale il primo EP di Vanity & Pride con contenuti differenti rispetto al singolo uscito nei negozi.
1. Vanity & Pride
2. Vanity & Pride (Felix Da Housecat Club Mix)
3. Vanity & Pride (Mastiksoul Lost Your Mind Rmx)
4. Vanity & Pride (The Uncle Dog Remix)
5. Vanity & Pride (DJ Mixandra Girls Go Crazy Rmx)
6. Vanity & Pride (Art-Core Rmx 2 By Stiv)
7. Vanity & Pride (Skin Bruno Up Down Mix)

EP 2 (versione iTunes)
Su iTunes è stato pubblicato il secondo EP di Vanity & Pride con contenuti differenti rispetto al primo EP e al singolo uscito nei negozi.
1. Vanity & Pride
2. Vanity & Pride (Felix Da Housecat Radio Mix)
3. Vanity & Pride (MastikSoul Lost Your Mind Remix)
4. Vanity & Pride (Art-Core Remix 1 By Stiv)
5. Vanity & Pride (Martin Project Russian mix)
6. Vanity & Pride (Andrea T Mendoza VS Tibet Latin Mix Radio Edit)
7. Vanity & Pride (Skin Bruno Gamma Ray Mix)

EP e vinile
Il 20 giugno 2008 è stato pubblicato l'EP e la versione in vinile del singolo, a tiratura limitatissima, la cui tracklist è:
1. Vanity & Pride (Official Radio Edit) – 3:46
2. Vanity & Pride (Andrea T Mendoza vs Tibet Latin Mix) – 7:09
3. Vanity & Pride (Summer Night Mix) – 7:00
4. Vanity & Pride (Felix Da Housecat Club Mix) – 5:44
5. Vanity & Pride (Mastiksoul Lost Your Mind Rmx) – 6:44
6. Vanity & Pride (Art-Core Rmx 2 by Stiv) – 5:30